# GAU-8 Avenger

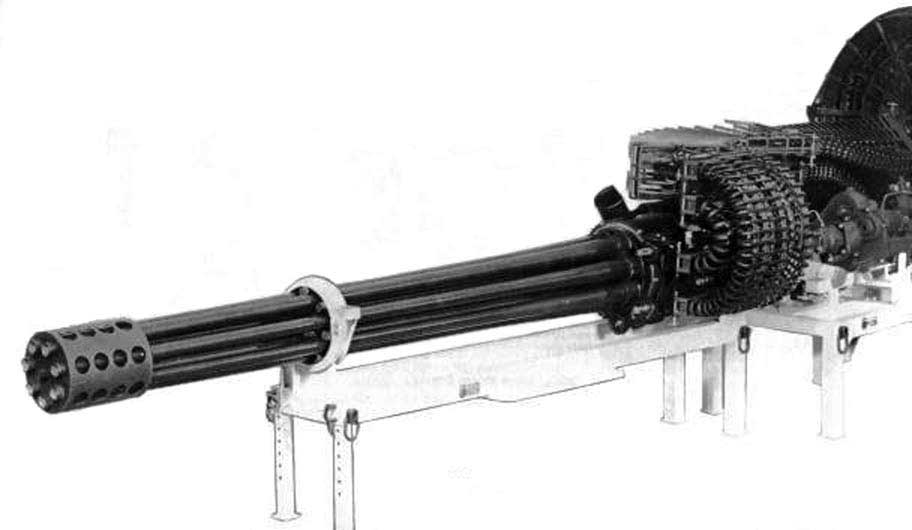
Pháo GAU-8 Avenger

GAU-8 Avenger là pháo chống tăng 30 mm, 7 nòng quay, được trang bị trên máy bay A-10 Thunderbolt của Không lực Hoa Kỳ. Đây là một trong những loại phi pháo lớn nhất, uy lực nhất trong quân đội Mỹ. Ngoài ra nó còn được lắp đặt cho hệ thống phòng thủ Goalkeeper CIWS (close-in weapon system - Hệ thống vũ khí đánh gần) của các loại tàu chiến.

## Thông số
- Cỡ nòng: 30 mm
- Nhịp bắn: 4200 phát/phút
- Sơ tốc đầu nòng: 1067 m/s
- Tầm bắn tối đa: 3660 m
- Số nòng: 7
- Chiều dài: 6.4 m
- Chiều dài nòng: 2.299 m
- Khối lượng: 281 kg
- Xuyên giáp:
  - 69 mm ở tầm 500 m
  - 38 mm ở tầm 1000 m